# لیسبی
لیسبی (به انگلیسی: Laceby) یک روستا و محله مدنی در بریتانیا است که در لینکلن‌شر شمال شرقی واقع شده‌است. لیسبی ۳٬۲۵۹ نفر جمعیت دارد.